# R.E.V.O.
R.E.V.O. è un EP del gruppo indie canadese Walk off the Earth, pubblicato il 30 ottobre 2012 da Columbia Records.

## Tracce
1. Red Hands – 3:01
2. Gang of Rhythm – 3:35
3. Speeches – 3:20
4. Summer Vibe – 3:06